# Sarangani (ville)
Pour la province des Philippines, voir Sarangani.
Sarangani est une municipalité insulaire de la province du Davao occidental, aux Philippines. Les deux îles se situent entièrement en mer des Philippines, bien qu'elle soient proches de la limite avec la mer de Célèbes, au sud-est de la pointe de Tinaca dans l'île de Mindanao.
Selon le recensement de 2020, la population s'élève à 22 515 habitants.
La municipalité se compose de deux îles principales (l’île éponyme Sarangani et l’île Balut) et d'un îlot mineur (Olanivan), collectivement appelés les îles Sarangani.

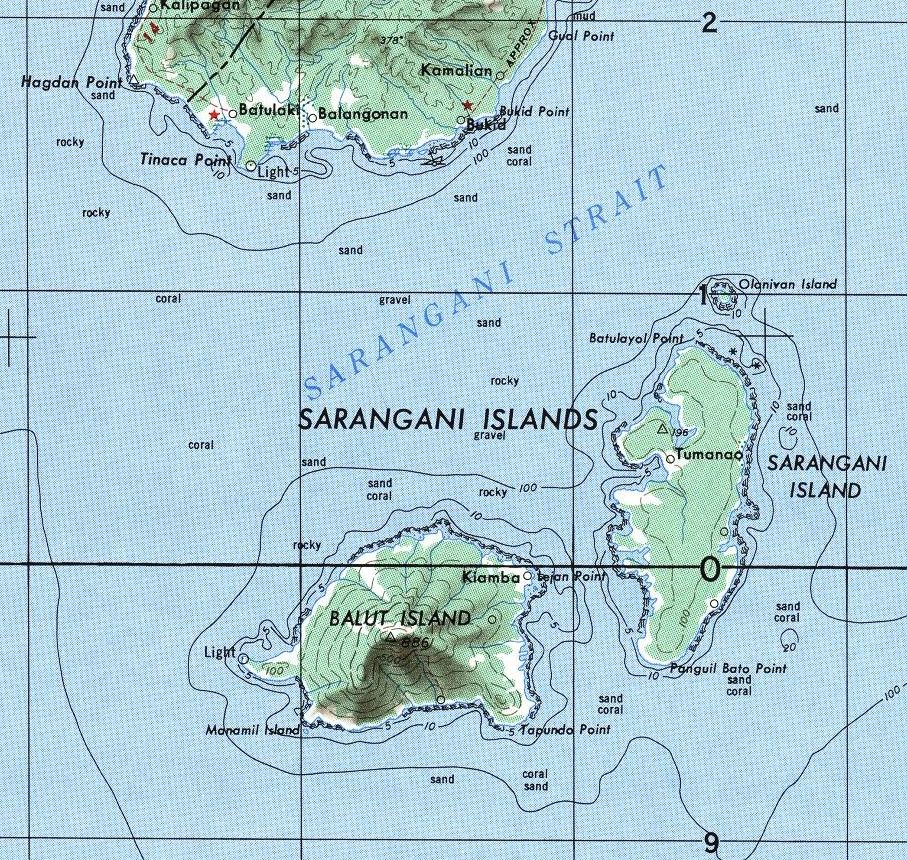

## Source
- (en) Cet article est partiellement ou en totalité issu de l’article de Wikipédia en anglais intitulé « Sarangani, Davao Occidental » (voir la liste des auteurs).